# Amor Towles
Pour les articles homonymes, voir Towles.
Œuvres principales
- Les Règles du jeu
- Un gentleman à Moscou

Amor Towles, né en 1964 à Boston au Massachusetts, est un écrivain américain.

## Œuvres

### Romans
- Les Règles du jeu, Albin Michel, 2012 ((en) Rules of Civility, Thorndike Press, 2011), trad. Nathalie Cunnington, 512 p.  (ISBN 978-2226239983)Prix Fitzgerald 2012
- Ève et Hollywood, Flammarion, 2025 ((en) Eve in Hollywood, 2013)
- Un gentleman à Moscou, Fayard, 2018 ((en) A Gentleman in Moscow, Viking Press, 2016), trad. Nathalie Cunnington, 576 p.  (ISBN 978-2213704449)Il reste 57 semaines, dont 40 consécutives, sur la liste des best-sellers du New York Times[1]
- The Lincoln Highway, 2021 édité par Viking New York. Version française Librairie Arthème Fayard, 2022